# Ouderenkorting
Ouderenkorting en alleenstaande ouderenkorting maken in Nederland deel uit van de heffingskorting. De heffingskortingen mogen worden afgetrokken van de som van de te betalen belastingbedragen over de drie boxen van de inkomstenbelasting. Hierdoor hoeft dus minder belasting betaald te worden.
De belastingplichtige heeft recht op ouderenkorting als hij bij het einde van het kalenderjaar, of indien de belastingplicht in de loop van het jaar is geëindigd, bij het einde van de belastingplicht, de AOW-leeftijd bereikt heeft.
De ouderenkorting is een bepaald bedrag (2022: € 1726; 2023: € 1835; 2024: € 2010; 2025: € 2035), verminderd, doch niet verder dan tot nihil, met 15% van het verzamelinkomen voor zover dat meer bedraagt dan een bepaald bedrag (2022: € 38.465; 2023: € 40.888; 2024: € 44.770; 2025: € 45.308). Bij een verzamelinkomen boven een bepaald bedrag (2022: € 49.972; 2023: € 53.121; 2024: € 58.770; 2025: € 58.875) is er daarmee geen ouderenkorting.
Verder heeft de belastingplichtige die de AOW-uitkering voor alleenstaanden krijgt recht op alleenstaande-ouderenkorting (2022: € 443; 2023: € 449; 2024: € 524; 2025: € 531), onafhankelijk van het inkomen. 
Kinderkorting · Combinatiekorting · Aanvullende combinatiekorting · Alleenstaande-ouderkorting · Ouderenkorting · Aanvullende ouderenkorting · Jonggehandicaptenkorting · Levensloopverlofkorting · Korting voor groene beleggingen